# Lockruf des Goldes

Cover der amerikanischen Originalausgabe von 1910

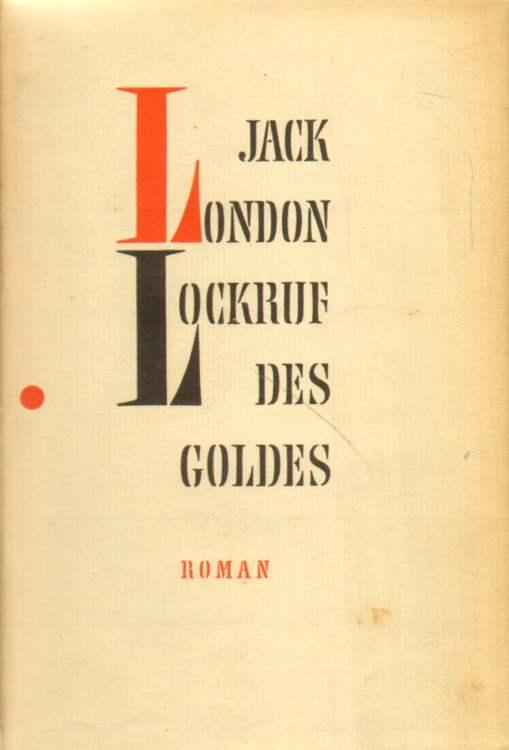
Cover der Ausgabe von 1961 der Büchergilde Gutenberg

Lockruf des Goldes, auch erschienen als Goldrausch und Lockendes Gold, englischer Originaltitel Burning Daylight, ist ein 1910 erschienener Roman des amerikanischen Schriftstellers Jack London (1876–1916). Er war zu Londons Lebzeiten sein erfolgreichstes und meistverkauftes Buch.

## Inhalt
Die Handlung beginnt 1893 während des so genannten Goldfiebers im Yukon Territory, Kanada. Unter seinen Kollegen gilt der Protagonist Elam Harnish mit dem Spitznamen Burning Daylight als der erfolgreichste Goldsucher, dem im Verlauf der Handlung ein herausragender Goldfund gelingt. Elam Harnish wird zum Minenbesitzer und steigt auf zum geschäftstüchtigen Unternehmer, der letztlich an die New Yorker Börse geht und dort mit einer im Vergleich zu seinem bisherigen Umfeld konträren Lebenseinstellung konfrontiert wird: Menschenverachtung und Grausamkeit. Schließlich kehrt er an der Seite seiner ehemaligen Sekretärin dieser Welt den Rücken und zieht mit ihr zusammen auf eine Ranch.

## Publikationsgeschichte
London begann die Niederschrift des Romans 1909 in Quito, kurz bevor er nach Kalifornien zurückreiste. Vom 19. Juni 1910 – 28. August 1910 lief der Vorabdruck im New York Herald.
Obwohl die Buchausgabe Lockruf des Goldes erst im Oktober 1910 publiziert wurde, wurden bis Jahresende bereits 164.000 Exemplare verkauft. Durch diesen Erfolg avancierte der Roman zu einem Bestseller des Jahres.

## Hintergründe
Teile der Figur basieren sowohl auf dem Oaklander Unternehmer Borax Smith als auch auf dem Goldsucher Elam Harnish (1867–1941), dessen Name nicht zuletzt als Vorbild für Londons Protagonisten diente. Harnish war zehn Jahre älter als Jack London und reiste 1897 nach Yukon, wo er und London aufeinander trafen. Als London schwer erkrankte, wurde er 1898 von Harnish nach Hause geschickt, der sich weiterhin als Goldsucher und Holzfäller versuchte. Harnish galt als äußerst stark und zäh, gelangte jedoch im Gegensatz zur Romanfigur nie zu großem Reichtum.
Wie der russische Literaturwissenschaftler und Übersetzer Vil M. Bykow beschreibt, soll Harnish Lockruf des Goldes tatsächlich gelesen haben: "Seiner Meinung nach war das Buch wie das Wetter im Norden: manchmal großartig, manchmal schrecklich." Außerdem schreibt Bykow: "Er freute sich, dass sich Jack London nach zwölf Jahren noch an ihn erinnerte, aber dass der Held des Buches am Ende ein reicher Mann wird, verstörte ihn sehr."

## Filmadaptionen
Insgesamt wurde Lockruf des Goldes vier Mal in den USA verfilmt. 1914 von Hobart Bosworth,  1920 von Edward Sloman, 1928 von Charles Brabin, 2010 von Sanzhar Sultanov. 1975 wurde ein Abenteuervierteiler im deutschen Fernsehen ausgestrahlt.

## Ausgaben
Erstausgabe
- Burning Daylight. Macmillan, New York 1910 (Digitalisat).

Übersetzungen ins Deutsche
- Lockruf des Goldes. Übersetzt von Erwin Magnus. Grethlien & Co., Leipzig 1926.
- Goldrausch. Übersetzt von Eduard Thorsch. Schweizer Druck- und Verlagshaus, Zürich 1947.
- Lockendes Gold. Übersetzt von Horst Höckendorf, mit einem Nachwort von Karl-Heinz Wirzberger. Aufbau-Verlag, Weimar 1967.
- Lockruf des Goldes. Neu übersetzt mit einem Nachwort, Anmerkungen und einer Zeittafel von Lutz-W. Wolff. dtv, München 2015, ISBN 978-3-423-14426-1 (erste vollständige Übersetzung ins Deutsche).